# Chelotrupes hiostius
Chelotrupes hiostius är en skalbaggsart som beskrevs av Giuseppe Gené 1836. Chelotrupes hiostius ingår i släktet Chelotrupes och familjen tordyvlar. Inga underarter finns listade i Catalogue of Life.